# Albizia laurentii
Albizia laurentii är en ärtväxtart som beskrevs av De Wild. Albizia laurentii ingår i släktet Albizia och familjen ärtväxter. Inga underarter finns listade i Catalogue of Life.